# Alouatta discolor
Alouatta discolor är en primat i släktet vrålapor som förekommer i Brasilien. Populationen infogades tidigare som synonym i Alouatta belzebul. Efter taxonomiska avhandlingar av bland annat Gregorin (2006) och Cortés-Ortiz et al. (2015) godkänns den som art.

## Utseende
Honor är med en kroppslängd (huvud och bål) av 46,5 till 57 cm, en svanslängd av 60,5 till 65 cm och en vikt av 4,8 till 6,2 kg mindre än hannar. Hannar blir utan svans 57 till 91,5 cm låga, svanslängden är 65 till 67,5 cm och vikten varierar mellan 6,5 och 8 kg. Denna vrålapa har främst mörkbrun till svart päls på kroppen med undantag av händer, fötter, svansens spets och en längsgående strimma på ryggens topp som är rödbruna. Hannar har ett stort tungben.

## Utbredning
Utbredningsområdet ligger söder om Amazonfloden. Den västra gränsen bildas av floderna Rio Tapajós och Rio Juruena och den östra gränsen utgörs av floderna Rio Iriri samt Rio Xingu. Habitatet utgörs av regnskogar i låglandet som tidvis översvämmas.

## Ekologi
Individerna är aktiva på dagen och klättrar främst i växtligheten. De äter frukter, blad, blommor, bark, kvistar och andra växtdelar. För att nå mogna frukter utför Alouatta discolor vandringar. En flock med upp till 9 medlemmar består av en alfahanne, några andra vuxna djur och deras ungar. Det är inget känt om ungarnas utveckling.

## Status
Alouatta discolor hotas av skogsavverkningar samt av jakt för köttets skull. IUCN uppskattar att beståndet minskade med 30 procent under de gångna 36 åren (räknad från 2008) och listar arten som sårbar (VU).